# Farski otoci
Farski, Ferojski, Farerski, Ovčji ili Farežanski Otoci (ferojski: Føroyar, danski: Færøerne) autonomna je pokrajina u sklopu Kraljevine Danske. Obuhvaćaju otočnu skupinu Farske otoke u sjevernom Atlantiku između Škotske, Norveške i Islanda. Od 1948. godine imaju nadležnost u svim područjima osim obrane i vanjskih poslova. Za razliku od Danske, nisu član EU.
Glavni i najveći grad jest Tórshavn.

## Povijest

### Rana povijest
Postoji mogućnost da su ljudi prvi puta stupili na otoke krajem 6. ili u 7. stoljeću. Bili su to irski redovnici, no nedvojbenih podataka o tome nema.
Prvi stanovnici bijahu norveški Vikinzi koji su, nakon tiranije svoga kralja Haralda, koji je silom želio ojačati svoju vlast na račun lokalnih vladara-kraljeva, takozvanih konunga, krenuvši put zapada, naišli na nenastanjeno kopno, u svemu slično njihovoj domovini Norveškoj, samo bez kraljevske diktature. I dok su mnogi krenuli dalje na zapad, ili, bolje rečeno, sjeverozapad, prema Islandu, dio ih je odlučio ostati ovdje i započeti novi život u novoj koloniji koja svoju povijest piše od 9. stoljeća.
No, i ovdje postoje neke sumnje. Glavni izvor za povijest prije 14. stoljeća je takozvana Færeyinga Saga (Ferojska saga) nastala u 13. stoljeću. Ona govori o čovjeku Grímru Kambanu koji je, prema sagi, došao ovdje prije Norvežana. Ime Grímr je nordijsko, ali prezima Kamban je irskoga podrijetla, što je namećalo pitanje toga je li on Irac ili Nordijac. Drži se da bi mogao potjecati i s Britanskih otoka, gdje se stanovništvo irskoga i nordijskoga podrijetla već pomiješalo. Pretpostavlja se i da su se i Norvežani koji su pobjegli od Haralda, odlučili za ove otoke jer su otprije za njih znali, dakle, netko je morao biti na njima. Sa sigurnošću se može reći da su krenuli put Islanda jer su pouzdano znali da je onamo otok.
Saga još svjedoči o političkom uređenju: nordijska tradicija s parlamentom Alþing, odnosno Alting je i ovdje nazočna. To su javne skupštine na kojima su imali pravo glasa svi slobodni ljudi, a na njima su se donosili zakoni.
Prihvaćaju kršćanstvo krajem 10. stoljeća sa stolnom crkvom u Kirkjubøuru na južnome dijelu Streymoya. Spominju se čak 33 biskupa.
Godine 1035. izgubili su svoju samostalnost i postali su dijelom Kraljevine Norveške. Norveška kontrola se nastavila do 1380. godine, kada je Norveška ušla u uniju s Danskom, koja se kasnije pretvorila u duplu monarhiju Danska-Norveška. Reformacija crkve je došla na otoke 1538. godine. Kada je Danska napustila Norvešku sporazumom u Kielu 1814., Danska je zadržala vlast na Farskim Otocima.
Monopol u trgovini na otocima je ukinut 1856. Od tada, zemlja razvija samostalnu ribolovnu pomorsku flotu. Godine 1888. se probudila nacionalna svijest stanovnika otoka oko borbe za ferojski jezik. Poslije 1906. sve više se javljala nacionalna svijest kod stanovnika pojavom političkih stranaka na otocima.
Dana 12. travnja 1940., Farske Otoke je okupirala britanska vojska poslije napada nacističke Njemačke na Dansku. Vojska je došla na otoke kako bi spriječila možebitni pokušaj Nijemaca da okupiraju i Farske Otoke. 1942. – 43., britanski kraljevski inženjeri sagradili su jedinu zračnu luku na otocima (Vágar). Poslije rata je Danskoj vraćena kontrola nad otocima, ali su 1948. godine Farski Otoci dobili veliku autonomiju. Odbili su zajedno s Danskom ući u Europsku ekonomsku zajednicu 1973. godine. Otoci su doživjeli ekonomsku krizu propadanjem ribarske industrije početkom 1990-ih, nakon čega se počelo ulagati iznimno puno truda u promjenu gospodarstva.

## Zemljopis
Farski otoci grupa su od 18 otoka, zapadno od sjeverne Europe, između Norveškoga mora i sjevernog Atlanskog oceana, na pola puta između Norveške i Islanda. Kordinate su 62°00′ s. z. š. 6°47′ z. z. d. Površina otočja iznosi 1.399 km², uključujući rijeke i jezera, i s obalom od 1.117 km. Jedini nenaseljeni otok je Lítla Dímun.
Farski otoci imaju hladnije ljeto i blagu zimu, uglavnom je uvijek oblačno i česte su pojave magle i dosta je vjetrovito. Iako su sjeverna zemlja, zbog Golfske struje klima je amelioratedna. Otočja su pretežno strma i bez vegetacije. Farski otoci imaju najstrmije morske litice u Europi. Najniža točka je 0, dok je najviša 882 m iznad mora. Zbog litica gradnja prometnica je otežana, ali tek odnedavno je počela izgradnja tunela.

## Stanovništvo
Većina stanovništva čine Ferojci, koji su skandinavskog ili keltskog porijekla. Govore ferojskim, sjevernogermanskim jezikom sličnim islandskom po očuvanju mnogo obilježja staronordijskoga, čemu je svakako pogodovala otočna izoliranost. Također govore i danskim jezikom te engleskim, pogotovo stanovništvo iz većih mjesta i mlađi, koji engleski uče u školama.
Stanovništvo otoka je rašireno po cijeloj zemlji, a do prije nekoliko desetljeća nije bilo ni urbanizacije. Industrijalizacija zemlje je bila decentralizirana, pa je i stanovništvo ostalo ruralno. Opet, sela s lošim lukama i nepovoljnim lokacijama bila su žrtve modernizacije od poljoprivrede do ribarstva, gdje u nekadašnjim poljoprivrednim dijelovima nema mladih ljudi. Dijelovi kao što su: Fugloy, Svínoy, Mykines, Skúvoy i Dímun loše su povezani s ostatkom zemlje zbog nepredvidljivih vremenskih prilika koje mogu zaustaviti promet.

## Politika
Otočja su administrativno podijeljena na 34 općine s oko 120 gradova i sela. Tradicionalno postoje i 6 regija (sýslur):
- Eysturoyar sýsla – čini ga otok Eysturoy.
- Norðoyar sýsla (u prijevodu "Sjeverni otoci") – čine otoci: Borðoy, Fugloy, Kalsoy, Kunoy, Svínoy i Viðoy.
- Sandoyar sýsla – otok Sandoy, Skúvoy, Stóra Dímun.
- Streymoyar sýsla – otok Hestur, Koltur, Nólsoy, Streymoy.
- Suðuroyar sýsla – Suðuroy, Lítla Dímun.
- Vága sýsla – čine otoci Vágar i Mykines.

Danas se izbori održavaju na općinskom nivou, na nacionalnom (za farski parlament Løgting), kao i za danski parlament Folketing.
Vlada na Farskim Otocima ima zakonodavnu vlast za pitanja od lokalnog značaja. Premijer se zove Løgmaður, dok se ostali ministri zovu landsstýrismaður.
Farska skupština zove se "Løgting". Nalazi se u predjelu glavnog grada Tórshavna zvanom Tinganes i ima 33 člana.

## Gospodarstvo
Poslije velike ekonomske krize na početku 1990-ih, zbog loših ulova i lošeg upravljanja ekonomijom, Farski Otoci su se vratili na pravi put. Nezaposlenost je 1998. bila 5 %, a 2006. je svedena na 3 % (jedna od najmanjih u Europi). Ipak, zbog potpune ovisnosti o ribolovu, ekonomija je i dalje ranjiva. Stanovnici se nadaju da će izgradnja novih postrojenja za preradu ribe doprinijeti jačanju gospodarstva. Izvorišta nafte oko Otoka daju nadu za oporavak gospodarstva.
Od 2000. godine, započeti su novi projekti u informacijskim tehnologijama i biznisu radi poticanja novih ulaganja. Rezultati ovih projekata su nepoznati, ali s nadom da će donijeti kvalitetniju tržišnu ekonomiju na Otoke.
Mala nezaposlenost ne znači da se ekonomska situacija na Otocima poboljšava. Mnogo mladih se nakon završetka studija preseli u Dansku ili druge europske zemlje. Zbog toga na Otocima ostaje pretežno starije stanovništvo, od kojeg veći dio nema odgovarajuće znanje u području informacijskih tehnologija.
- ukupni BDP: 1 milijarda $.
- BDP – stvarni rast: 10 % (2001.)
- BDP po stanovniku – 22.000 $ (2001.)

## Promet
Zračna luka Vágar je jedina zračna luka u zemlji. Zbog svog planinskog reljefa i relativno male površine Farskih Otoka, nije moguć veliki promet s puno zemalja svijeta. Oko 80 % stanovništva su povezani tunelima ispod oceana, mostovima što spaja tri najveća otoka i tri veća otoka na sjeveru, dok su dva velika otoka na jugu povezana brzim i modernim trajektima. 458 km dobrih puteva povezuju svako selo, osim na sedam manjih otoka, koji imaju po jedno selo.

## Religija
Religija na Farskim Otocima je dio luteranskog pokreta. Druga religija po zastupljenosti je baptistička zajednica.
Prema službenim statistikama iz 2002. godine, 84,1 % su vjernici državne „Farske narodne crkve” (Fólkakirkjan), luteranske crkve.
Kršćanstvo je došlo na otoke oko 1000. godine. Na početku pod Norveškom, Farski Otoci su pripali Danskoj 1523. Zadnji katolički biskup (Amundur Olavson) je zamijenjen s prvim luteranskim biskupom (Jens Gregersøn Riber) 1540. godine.
Prema legendi, oko 1000. godine, kralj Norveške je rekao Sigmundu da ode brodom na Farske Otoke. Sigmund je rekao da moraju svih 18 otoka (koja čine Farske otoke) učiniti kršćanskim, što je i uradio, prema legendi. Prva katolička crkva je osnovana tek oko 1100. godine.

## Šport
Nogometna reprezentacija Farskih Otoka i klubovi iz Nogometne lige Farskih Otoka sudjeluju na europskim natjecanjima. 
Rukometna reprezentacija Farskih Otoka ostvarila je povijesni uspjeh plasmanom na Europsko prvenstvo u rukometu – Njemačka 2024.
Stanovnici ovih otoka se natječu i u "seoskim" športovima u kojima se zahtijeva izdržljivost, poput nošenja bačava, penjanja po deblu, držanja betonskih blokova.

## Nordijska kuća
Nordijska kuća je najvažnija kulturna institucija na Farskim Otocima. Ima za cilj promociju nordijske i farske kulture, što lokalno, što u drugim nordijskim zemljama. Erlendur Paturson (1913. – 1986.), farski član Nordijskog vijeća, dao je ideju za izgradnju takve ustanove na otoku. Natječaj za izgradnju je održan 1977. sa 158 prijavljenih radova. Izabran je rad Ole Srena iz Norveške i Kolbrune Ragnarsdottir s Islanda. Držeći se tradicije, arhitekti su zamislili da zgrada ima oblik kuće vilenjaka. Zgrada je jedna od najljepših u Skandinaviji. Kuća je otvorena u Torshavnu 1983. Nordijska kuća je pod upravom kulturne organizacije pod Nordijskim ministarskim vijećem. Njome upravlja odbor od 8 članova, 3 s Farskih Otoka i 5 iz drugih zemalja Skandinavije. Direktor kuće određuje odbor na razdoblje od 4 godine.

## Zanimljivosti
Za vrijeme Drugog svjetskog rata, odnosno od 1941. do 1945. bili su pod britanskom okupacijom.
Električni napon je na 230 V i 50 Hz.
Vladar Farskih otoka je danski kralj Fridrik X..